# Himna Zemlji
Himna Zemlji je stara indijska obredna himna, ki v naravnih pojavih odkriva pooseblenje božanske moči. Sodi v Atharvavedo, ki vsebuje zaklinjanja in uroke, blagoslovilne pesmi in nekaj izrazito filozofsko obarvanih pesmi. Sestavljena je iz šestih štirivrstičnih in ene osemvrstične kitice, ki govorijo o naravnem ravnovesju.
Druga kitica pripoveduje o človeku, ki lahko živi v izobilju samo, če gostota prebivalstva v nekem predelu sveta ni prevelika. V nasprotnem primeru so naravni viri izčrpani; danes to lahko razumemo kot lakoto mnogih ljudstev na področjih brez infrastrukture in 6. kitica, »Naj hitro znova zraste to, kar kopljem zdaj iz tvojih tal«, je opomin potratni izrabi naravnih virov.

## Besedilo
Zemlja sloni na žrtvah, na daritvah in resnici
in na pokori, na molitvah in obredih.
Vsega kar je bilo in kar še bo, je vladarica.
Naj podari veliko nam prostora.
Naj Zemlja, ki z dolinami in griči je pokrita,
ne bo naseljena preveč na gosto.
Naj ona, ki rastlin je čudodelnih hrana,
rodi nam, da si pridobimo z njo obilja.
Naj Zemlja, ki bila je sprva morska voda
in z uma čudežno močjo so jo odkrili modrijani,
ki njeno je srce nesmrtno na najvišjem nebu,
v Resnici, da nam moč, sijaj, oblast največjo.
Naj bodo hribi, zasnežene gore in gozdovi mi prijetni.
Na tvojih trdnih tleh rjavih, črnih in rdečih
in raznobarvnih, ki ima jih Indra v varstvu,
stojim brez ran naj, nepoškodovan in nepremagan.
Rodila smrtnike si in jih nosiš, Zemlja,
dvonožce, štirinožce, pet rodov človeških.
Nad njimi, umrljivimi, pa sonce vzhaja
in razprostira svojo luč nesmrtno.
Naj hitro znova zraste to,
kar kopljem zdaj iz tvojih tal.
Naj, Zemlja ti ne večam ran,
naj ne prebodem ti srca.
Naj Zemlja, kjer ljudje pojo in plešejo,
kjer bojni krik in boben se razlega,
osvobodi nasprotnikov me mojih.
Odslej naj tekmeca nobenega več nimam.
O mati zemlja, milostno
mi trdno oporišče daj
in skupaj z Nebom dajta mi
zdaj srečo in blaginjo v dar.